# Calm Air

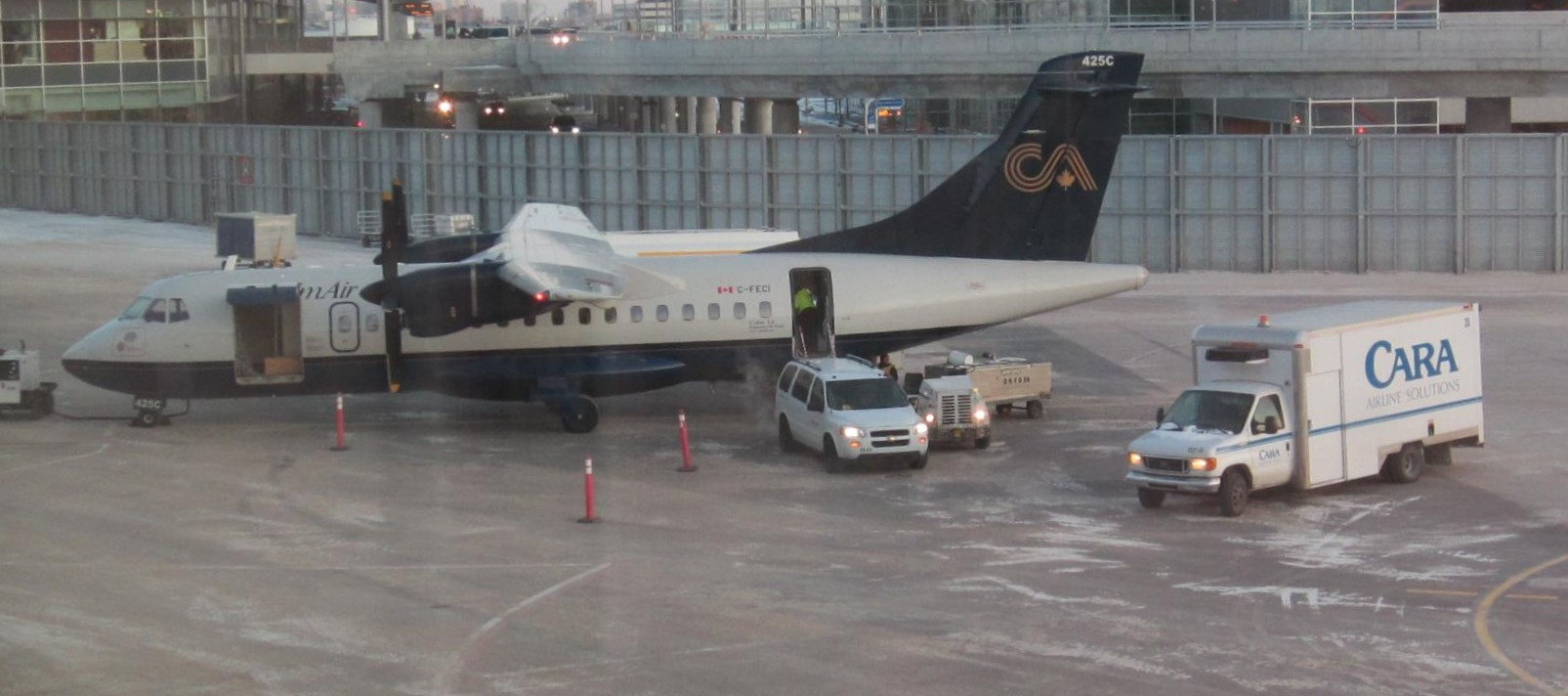
Calm Airs flygplan i Winnipeg.

Calm Air är ett flygbolag från Kanada. Flygbolaget grundades 1962, och har idag 15 flygplan och 14 destinationer runt om i norra Kanada.

## Destinationer
- Manitoba
  - Winnipeg / Winnipeg J. A. Richardson International Airport
  - Thompson / Thompson Airport
  - Churchill / Churchill Airport
  - Flin Flon / Flin Flon Airport
  - The Pas / The Pas Airport
  - Gillam / Gillam Airport
- Nunavut
  - Arviat / Arviat Airport
  - Baker Lake / Baker Lake Airport
  - Chesterfield Inlet / Chesterfield Inlet Airport
  - Coral Harbour / Coral Harbour Airport
  - Rankin Inlet / Rankin Inlet Airport
  - Whale Cove / Whale Cove Airport